# Radio Capelle
Radio Capelle is de lokale omroep van Capelle aan den IJssel.
De radiozender draait muziek van de jaren zestig tot nu en verzorgt nieuws en actualiteiten uit Capelle aan den IJssel. Radio Capelle maakt ook een kabelkrant met het radioprogramma als achtergrond.

## Bijzondere programma's
De programma's IJssel-sport en HaFaBra worden samen met Lokale Omroep Krimpen in streekomroepvorm uitgezonden. In samenwerking met Omroep Zuidplas werd het programma IJssel-sport ook uitgezonden. Het programma Rondom de kerken werd in streekomroepvorm verzorgd met Radio Capelle, evenals de programma's IJssel-nieuws, Zwaardvis, Peter in de Ochtend en Bas in de Middag. De programma's werden gezamenlijk gemaakt en uitgezonden tot Omroep Zuidplas na 30 jaar in april 2020 haar zendmachtiging kwijtraakte voor de Zuidplasregio.
In het verleden werd tweemaal per maand op zaterdagmiddag het radioprogramma Uit de Kast uitgezonden. Dit programma was bedoeld voor informatie rondom de LHBT-gemeenschap in Capelle aan den IJssel en de regio Rotterdam. Het programma werd ook uitgezonden door Omroep Zuidplas, Lokale Omroep Krimpen en Stadsomroep Schiedam.

## Televisie
Capelle.tv is de tv-zender van Radio Capelle, waarop een kabelkrant wordt uitgezonden met het geluid van Radio Capelle op de achtergrond.
Sinds 2018 maakt Capelle.tv het online tv-programma IJssel-sport TV. Ook worden er op YouTube en op de website van Capelle.tv en Radio Capelle diverse videoreportages gepubliceerd.